# Сидоровка (приток Сивы)
Сидоровка — река в Удмуртии, протекает в Воткинском районе. Устье реки находится в 43 км по правому берегу реки Сива. Длина реки составляет 15 км.
Исток реки в южной части Верхнекамской возвышенности близ границы с Шарканским районом в 13 км к северо-востоку от Воткинска. Река течёт на юг, в среднем течении протекает деревню Калиновка. Впадает в Сиву пятью километрами восточнее центра Воткинска.

## Данные водного реестра
По данным государственного водного реестра России относится к Камскому бассейновому округу, водохозяйственный участок реки — Кама от Воткинского гидроузла до Нижнекамского гидроузла, без рек Буй (от истока до Кармановского гидроузла), Иж, Ик и Белая, речной подбассейн реки — бассейны притоков Камы до впадения Белой. Речной бассейн реки — Кама.
По данным геоинформационной системы водохозяйственного районирования территории РФ, подготовленной Федеральным агентством водных ресурсов:
- Код водного объекта в государственном водном реестре — 10010101412111100015557
- Код по гидрологической изученности (ГИ) — 111101555
- Код бассейна — 10.01.01.014
- Номер тома по ГИ — 11
- Выпуск по ГИ — 1